# General Gesjevo
General Gesjevo of General Geshevo (Bulgaars: Генерал Гешево) is een dorp in het zuiden van Bulgarije. Het dorp is gelegen in de gemeente Dzjebel in de oblast Kardzjali. Het dorp ligt hemelsbreed 27 km ten zuidwesten van Kardzjali en 208 km ten zuidoosten van de hoofdstad Sofia.

## Bevolking
Het dorp General Gesjevo had bij een schatting van 2020 een inwoneraantal van 236 personen. Dit waren 18 mensen (8,3%) meer dan bij de officiële census van februari 2011. De gemiddelde jaarlijkse groei in die periode komt daarmee uit op 0,8%, hetgeen hoger is dan het landelijk jaarlijks gemiddelde over deze periode (-0,63%). In 1985 woonden er echter nog 894 personen in het dorp: veel etnische Turken (en andere moslims) verlieten destijds Bulgarije als gevolg van de assimilatiecampagnes van het communistisch regime van Todor Zjivkov, waarbij alle Turken en andere moslims in Bulgarije christelijke of Bulgaarse namen moesten aannemen en afstand moesten doen van islamitische gewoonten. 
| Bevolkingsontwikkeling van General Gesjevo tussen 1934 en 2020 |
| -------------------------------------------------------------- |
|                                                                |
| ■ Volkstellingen ■ Schatting                                   |

In het dorp wonen nagenoeg uitsluitend etnische Turken. In de optionele volkstelling van 2011 identificeerden 213 van de 218 ondervraagden zichzelf als etnische Turken - oftewel 97,7% van alle ondervraagden.
| Etnische samenstelling van de respondenten (2011) | Etnische samenstelling van de respondenten (2011) | Etnische samenstelling van de respondenten (2011) | Etnische samenstelling van de respondenten (2011) | Etnische samenstelling van de respondenten (2011) |
| ------------------------------------------------- | ------------------------------------------------- | ------------------------------------------------- | ------------------------------------------------- | ------------------------------------------------- |
|                                                   |                                                   |                                                   |                                                   |                                                   |
| Bulgaren                                          | Bulgaren                                          |                                                   | 0,0%                                              | 0,0%                                              |
| Turken                                            | Turken                                            |                                                   | 97,7%                                             | 97,7%                                             |
| Roma                                              | Roma                                              |                                                   | 0,0%                                              | 0,0%                                              |
| Anders/Onbekend                                   | Anders/Onbekend                                   |                                                   | 2,3%                                              | 2,3%                                              |

Albantsi - Brezjana - Dobrintsi - Doesjinkovo - Dzjebel  - General Gesjevo - Ilijsko - Jamino - Kamenane - Kazatsite - Kontil - Kozitsa - Koeptsite - Lebed - Misjevsko - Mrezjitsjko -  Oestren - Ovtsjevo - Paprat - Plazisjte - Podvrach - Poljanets - Pototsje - Pripek - Rat - Ridino - Rogozari - Rogoztsje - Rozjdensko - Sipets - Skalina - Slantsjogled - Sofijtsi - Sjterna - Tarnovtsi - Teltsjarka - Tjoetjoentsje - Tsarkvitsa - Tsjakaltsi - Tsjeresjka - Tsvjatovo - Valkovitsj - Velikdentsje - Vodenitsjarsko - Zjalti Rid - Zjaltika - Zjeladovo